# Konflikt adeński
Konflikt adeński (znany również jako powstanie w Jemenie Południowym) – powstanie przeciwko rządom brytyjskim w Federacji Arabii Południowej, trwające w latach 1963–1967.

## Opis
W roku 1963 doszło do wybuchu powstania w Protektoracie Adeńskim skierowanego przeciwko władzom brytyjskim. 14 października doszło do pierwszej potyczki z wojskami brytyjskimi. Następnie powstańcy opanowali rejon miasta Ad-Dali, gdzie atakowali brytyjskie posterunki wojskowe. W odpowiedzi Brytyjczycy wprowadzili do walki lotnictwo, z pomocą którego wyparli partyzantów w góry. Równocześnie ludność cywilna rozpoczęła akcje protestacyjne w Adenie, organizując zamachy na brytyjskich żołnierzy i urzędników. Ruch nacjonalistyczny został zdominowany przez Jemeński Front Wyzwolenia Narodowego i Front Wyzwolenia Okupowanego Jemenu Południowego. Obie grupy czerpały z ideologii socjalizmu arabskiego Nasera, a w ich kierownictwie znalazły się osoby o marksistowskich poglądach. Mimo zbieżności ideologicznej obie grupy zwalczały się wzajemnie. Walki trwały do roku 1967. W tym samym roku wybuchły walki w Adenie, gdzie władzę objął Front Wyzwolenia Narodowego (NLF). Dnia 26 sierpnia 1967 r. pod naciskiem opinii publicznej Brytyjczycy ewakuowali z kraju swoje wojska. 30 listopada proklamowano niepodległość Ludowej Republiki Jemenu.

## Galeria

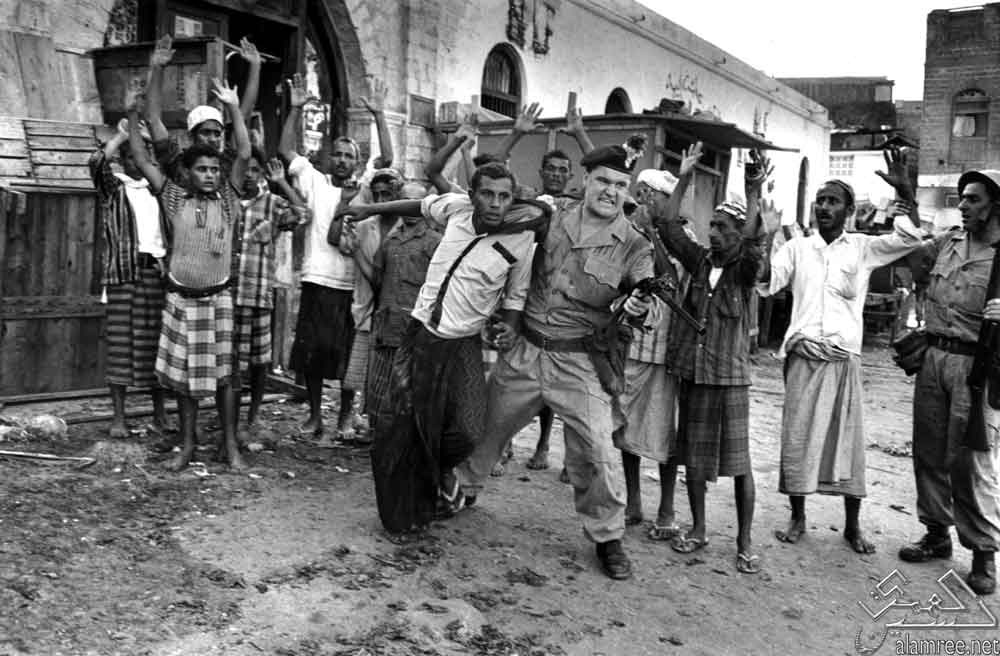
Brytyjski żołnierz w Adenie (1965)
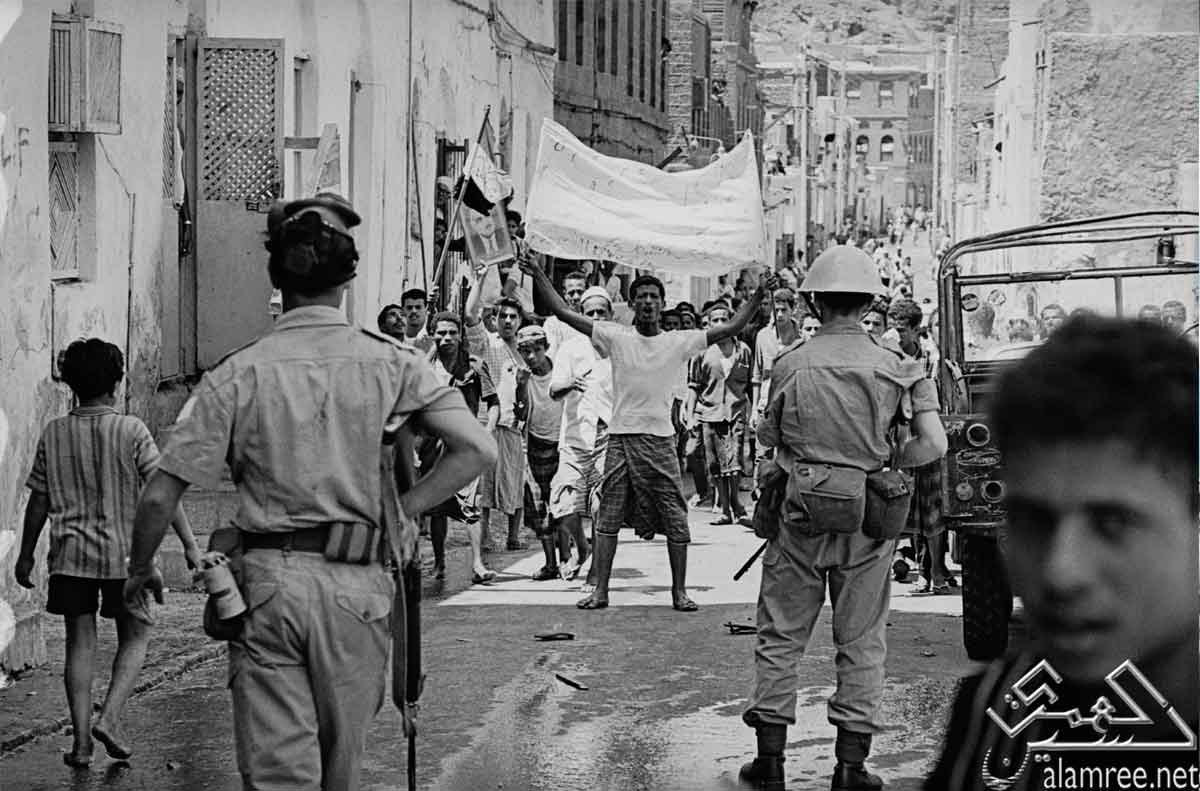
Demonstracje w Adenie (1967)
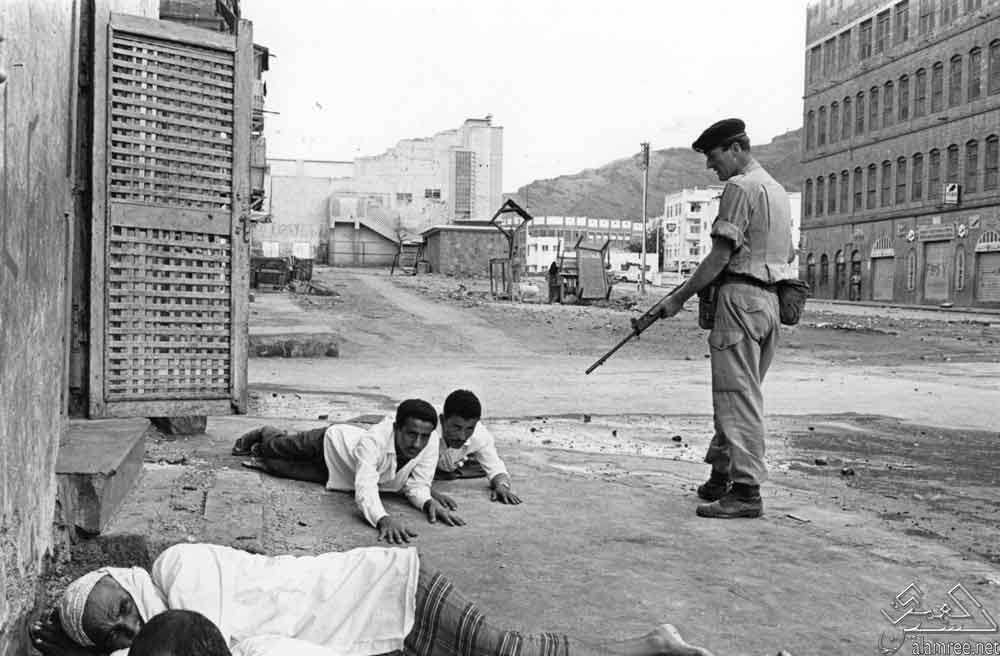
Zatrzymani demonstranci (1967)
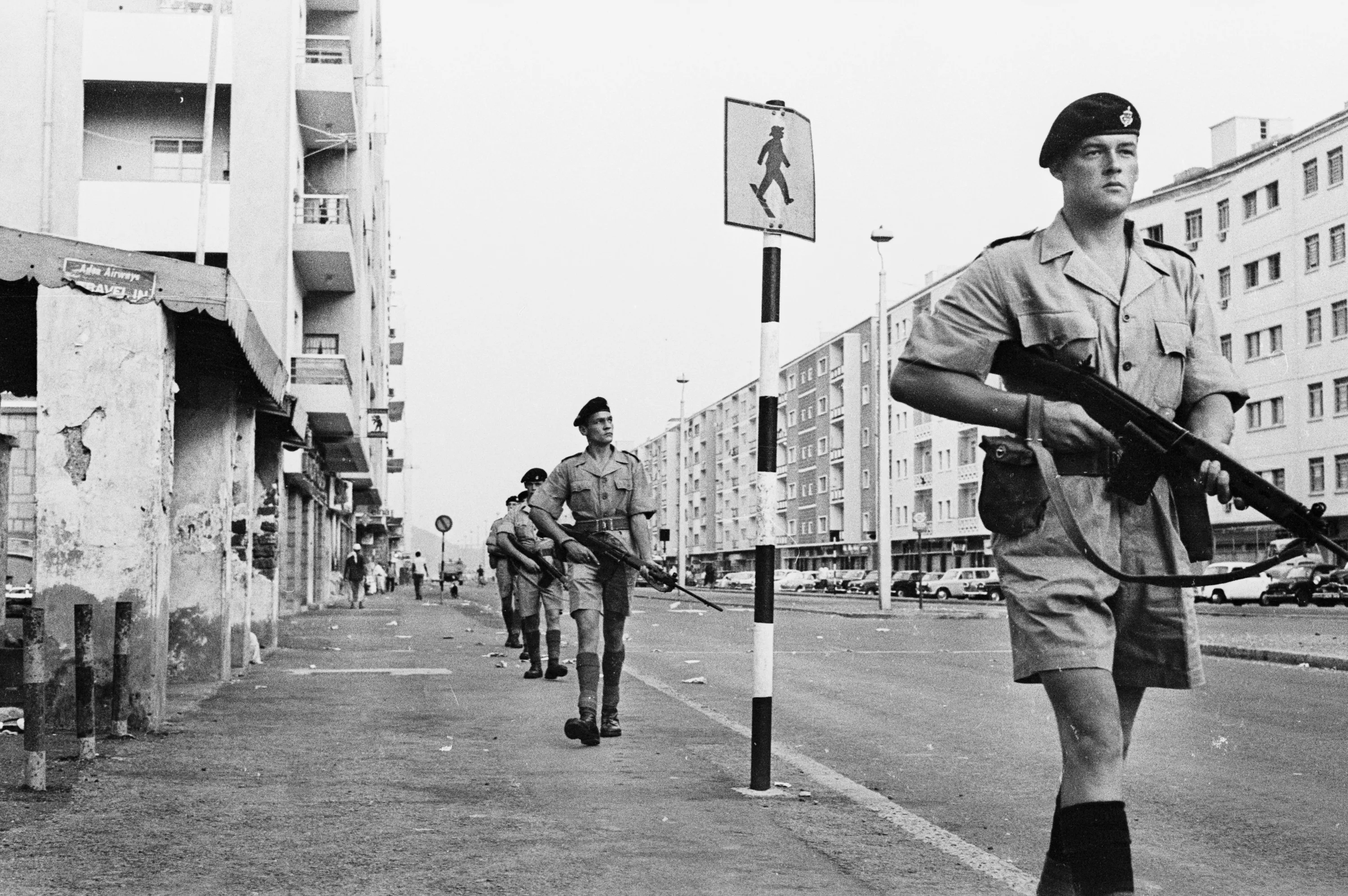
Brytyjski patrol w Adenie (1967)